# Ревіне-Лаго
Ревіне-Лаго, Ревіне-Лаґо (італ. Revine Lago, вен. Revine Lago) — муніципалітет в Італії, у регіоні Венето, провінція Тревізо.
Ревіне-Лаго розташоване на відстані близько 460 км на північ від Рима, 65 км на північ від Венеції, 38 км на північ від Тревізо.
Населення — 2226 осіб (2014).
Щорічний фестиваль відбувається 21 вересня; 23 квітня. Покровитель — San Matteo.

## Демографія
Населення за роками:

Станом на 1 січня 2023 року в муніципалітеті офіційно проживало 99 іноземців з 23 країн, серед них 26 громадян країн Євросоюзу та 7 громадян України.

## Сусідні муніципалітети
- Чизон-ді-Вальмарино
- Лімана
- Тарцо
- Трик'яна
- Вітторіо-Венето